# Lekkoatletyka na Letnich Igrzyskach Paraolimpijskich 2012 – 200 metrów T36 kobiet
W biegu na 200 metrów kl. T36 kobiet podczas Letnich Igrzysk Paraolimpijskich 2012 rywalizowało ze sobą 10 zawodniczek. W konkursie udział wzięły zawodniczki z porażeniem mózgowym, u których występują mimowolne ruchy we wszystkich kończynach.

## Wyniki

### Eliminacje

#### Bieg 1
| Miejsce | Zawodniczka          | Państwo         | Czas  | Uwagi |
| ------- | -------------------- | --------------- | ----- | ----- |
| 1.      | Claudia Nicoleitzik  | Niemcy          | 31.50 | Q     |
| 2.      | Nadia Schaus         | Argentyna       | 31.87 | Q     |
| 3.      | Hazel Robson         | Wielka Brytania | 32.03 | Q     |
| 4.      | Yu Chun Lai          | Hongkong        | 34.57 | q     |
| 5.      | Aygyul Sakhibzadaewa | Rosja           | 34.99 |       |

#### Bieg 2
| Miejsce | Zawodniczka            | Państwo          | Czas  | Uwagi |
| ------- | ---------------------- | ---------------- | ----- | ----- |
| 1.      | Jelena Iwanowa         | Rosja            | 30.08 | Q     |
| 2.      | Jeon Min Jae           | Korea Południowa | 30.67 | Q     |
| 3.      | Yanina Andrea Martinez | Argentyna        | 31.48 | Q, AM |
| 4.      | Yuki Kato              | Japonia          | 32.97 | q, SB |
| 5.      | Ainur Baiduldayeva     | Kazachstan       | 35.95 | PB    |

### Finał
| Miejsce | Zawodniczka            | Państwo          | Czas  | Uwagi |
| ------- | ---------------------- | ---------------- | ----- | ----- |
|         | Jelena Iwanowa         | Rosja            | 30.25 |       |
|         | Jeon Min Jae           | Korea Południowa | 31.08 |       |
|         | Claudia Nicoleitzik    | Niemcy           | 32.08 |       |
| 4.      | Hazel Robson           | Wielka Brytania  | 32.46 |       |
| 5.      | Yuki Kato              | Japonia          | 33.41 |       |
| 6.      | Yu Chun Lai            | Hongkong         | 35.32 |       |
|         | Yanina Andrea Martinez | Argentyna        | DSQ   |       |
|         | Nadia Schaus           | Argentyna        | DSQ   |       |